# Wylezinek
Wylezinek [pronunciación en polaco: /vɨlɛˈʑinɛk/] es un pueblo en el distrito administrativo de Gmina Cielądz, dentro del condado de Rawa, Voivodato de Łódź, en el centro de Polonia. Se encuentra a unos 6 kilómetros al sur de Cielądz, 14 kilómetros al sureste de Rawa Mazowiecka, y 64 kilómetros al este de la capital regional Łódź.